# 和万宝
和万宝（1923年—1996年），云南丽江人，中华人民共和国政治人物。著名纳西族社会活动家。
担任丽江地区行署副专员。1954年，当选第一届全国人民代表大会代表。